# Östmark
Östmark er en småort i Torsby kommun i Värmlands län i Sverige og kyrkby i Östmarks socken. Byen ligger ved Viggans udmunding i Röjdan. I 2015 mistede Östmark sin status som byområde fordi indbyggertallet faldt til under 200.

## Historie
Et ældre navn for Östmark er Owerstemark, hvilket vil sige "den øverste udmark". Owerstemark blev i 1540 til Östmark, det vil sige en by med beliggenhed øst for elven.

## I brætspil
Östmark findes i den nye svenske udgave af Monopoly, Monopol national.